# Сейерстед, Йоханнес
Йоханнес Клингенберг-Сейерстед (норв. Johannes Klingenberg Sejersted; 7 апреля 1761, Схьёрдал, Нур-Трёнделаг — 17 сентября 1823, Тронхейм, Тронхейм) — датский, норвежский и шведский военный деятель, шведский генерал-лейтенант (1818). 

## Биография
Родился в Схьёрдале в семье подполковника датской службы, норвежца Йенса Фредрика Сване Сейерстеда и его жены Доротеи Катарины Клингенберг. При рождении получил двойную фамилию.
Учился в Копенгагенском университете с 1777 по 1781 год.
В 1788 году служил адъютантом генерала Мольтке во время Датско-шведской войны (1788—1790). В 1781 году был повышен до младшего лейтенанта, в 1789 — до старшего лейтенанта. С 1794 года служил в датском Генеральном штабе, с 1795 года — капитан.
В 1807 году был повышен до майора, в этот период находился в датской Норвегии. В ходе Датско-шведской войны (1808—1809) служил в штабе принца Карла Августа. За отличия в службе в течение 1808 года был последовательно произведён в подполковники и в полковники.
В январе 1814 года был подписан Кильский мирный договор, передавший Швеции контроль над Норвегией, в качестве компенсации за Финляндию, которая несколькими годами ранее отошла к России. Дания считалась союзником Франции, и, хотя действовала достаточно пассивно, дружба с Наполеоном обернулась для неё крупными территориальными потерями. В то же время, многие норвежцы мечтали о независимости: как от Дании, так и от Швеции и был готовы отстаивать её с оружием в руках. Норвегия провозгласила свою независимость, и Сейерстед был среди тех, кто эту независимость поддержал. В мае 1814 года принц Кристиан Фредерик был коронован, как норвежский король Кристиан VIII и стал главнокомандующим норвежской армией.
Поскольку независимость Норвегии противоречила Кильскому мирному договору, Швеция предприняла действия и летом того же года вторглась в самопровозглашенное государство.
В ходе войны полковник Сейерстед в качестве опытного штабного офицера активно участвовал в разработке планов норвежского командования.
Однако, уже вскоре война была проиграна, норвежская государственность упразднена, а Датско-норвежская уния на сто лет сменилась на Шведско-норвежскую.
После поражения Норвегии, Сейерстед продолжил службу в армии и был последовательно повышен сперва до генерал-майора, а затем до генерал-лейтенанта (1818). Скончался он в 1823 году.